# Unreal Tournament III
Unreal Tournament III (wcześniej znany jako: Unreal Tournament 2007) – gra komputerowa z serii Unreal, oparta na silniku Unreal Engine 3. Jest to sequel gry z roku 2004 Unreal Tournament 2004, wyprodukowany przez Epic Games i wydany przez firmę Midway Games. Gra należy do gatunku first-person shooter i tworzona jest głównie z myślą o rozgrywkach sieciowych, choć przewidziano w niej także kampanię dla pojedynczego gracza. Unreal Tournament III początkowo zapowiadany był na platformę PC i PlayStation 3. W oficjalnym komunikacie z dnia 25 stycznia 2007 wydawca gry oświadczył jednak, że w drugiej połowie bieżącego roku ukaże się ona w wersjach na PC, PS3 i Xbox 360. Wersje na systemy Mac OS i Linux nie zostały potwierdzone, choć były opracowywane w przypadku poprzednich odsłon serii. Nie bez znaczenia pozostaje także oświadczenie programisty uniksowego Epic Games, Ryana Gordona, że narzędzia edycyjne Unreal Engine 3 będą dostępne na platformach Mac OS i Linux.

## Różnice pomiędzyUnreal Tournament IIIaUnreal Tournament 2004
- Pojawia się dziewięć nowych pojazdów grywalnej rasy Necris (znanej z Unreal Tournament i Unreal Tournament 2004 Mega Pack), które poprzez stylizację na science-fiction mają stanowić przeciwwagę, estetyczną i grywalnościową, dla dziewięciu militarnych, bardziej „ziemskich” pojazdów z Unreal Tournament 2004, nazwanych teraz wspólnie Axon. Spośród pojazdów Axon modyfikacji poddany został m.in. Scorpion, który zyska granatnik oraz funkcję autodestrukcji, Hellfire SPMA (w wersji polskiej „Pożoga”), które musi zostać „rozstawione”, by bombardować przeciwnika. Wóz bojowy HellBender (Piekielnik) doznał modyfikacji tylnej wieżyczki – strzela teraz ona jak karabin maszynowy, zamiast powoli się ładować. Leviathan (Lewiatan) został zmodyfikowany, dodając jego wieżyczkom możliwość generacji tarcz. W niezmienionej formie (nie licząc wyglądu) pozostaną czołg Goliath (Goliat), poduszkowiec Manta, pojazd powietrzny Raptor (Drapieżnik) oraz czołg Paladyn
- W kwestii uzbrojenia znika Mine Layer, Grenade Launcher, Lightning Gun oraz dwie superbronie-znaczniki celów – Ion Painter i Target Painter. Minigun zostanie zastąpiony przez Stinger Miniguna (Minigun Żądło), Assault Rifle zostanie zastąpiona przez znanego z pierwszego Unreal Tournament Enforcera (Oprawca), natomiast Shield Gun zostanie zastąpiony przez znanego z UT Impact Hammera (Młot udarowy). Twórcy gry zdecydowali się zostawić Shock Rifle (przetłumaczono jako „karabin ASMD”), Rocket Launcher (Wyrzutnia rakiet), Link Guna (Spawarkę), Bio Rifle (Karabin biologiczny), Sniper Rifle (Snajperka) oraz znak rozpoznawczy serii – przenośną głowicę nuklearną Redeemera znanego w polskiej wersji jako „Zbawiciel” (zabija ona tylko jednostki wroga)
- Pojawią się nowe wcielenia map znanych z poprzednich części, m.in. odnowiony Deck 17 (który teraz, podobnie jak inne mapy, pozbawiony zostanie numerka w nazwie, a którego formuła przypominać ma wersję 16), Face oraz Torlan
- Zapowiadany jest powrót do stylu rozgrywki z Unreal Tournament w deathmatchu – dynamiczne walki w zwarciu, ciaśniejsze mapy, ograniczone możliwości stosowania podwójnych skoków i uników. Twórcy gry podporządkowali jej projektowanie, jak twierdzą, przede wszystkim grywalności. Dlatego najpierw dokładnie testują nieteksturowane mapy i optymalizują je pod kątem właśnie grywalności, dopiero potem koncentrując się na części artystycznej
- Po raz pierwszy w serii pojawi się rozbudowany tryb kampanii dla jednego gracza z wątkiem fabularnym i przerywnikami filmowymi, jednak gra się tak samo jak w trybie gry wieloosobowej. Rozgrywkę upłynnić ma ponadto zaawansowana sztuczna inteligencja i sterowane głosem boty
- Kampanii jednoosobowej towarzyszyć będzie tryb gry kooperatywnej
- Znikną przerwy na wczytywanie map między potyczkami. Silnik gry umożliwia ciągłe doładowywanie potrzebnych danych, tak że zanim jedna runda dobiegnie końca, pliki następnej mapy zostaną już wczytane do pamięci komputera.